# Conwy United F.C.
Conwy United F.C. (wal. Clwb Pêl-droed Conwy Unedig) - walijski klub piłkarski z siedzibą w mieście Conwy.

## Historia
Klub został założony w 1977 roku jako Conwy United F.C. w wyniku fuzji zespołów Conwy Town i Conwy Royal British Legion. Wcześniej w mieście istniał klub Conwy Borough F.C., który w 1952 połączył się w Borough United F.C., w sezonie 1963/64 reprezentował Walię w Pucharze Zdobywców Pucharów, a w 1967 roku został rozformowany. Historycznie od 1870 w Conwy zawsze istniał piłkarski zespół. Klub został zaproszony do Welsh League (North), która później zmieniła nazwę na Welsh Alliance League. W 1982 klub zdobył Welsh Intermediate Cup, a w 1985 i 1986 także ligowy tytuł mistrzowski. W 1990 roku został zaproszony do członkostwa w Cymru Alliance. W 1992 roku stał się członkiem założycielem Welsh Premier League. W 1996 zdobył brązowe medale mistrzostw Walii. W tymże 1996 roku występował w Pucharze Intertoto z belgijskim Royal Charleroi, austriackim SV Ried, duńskim Silkeborg IF oraz Zagłębie Lubin. W 2000 przez problemy finansowe spadł z Welsh Premier League.

## Sukcesy
- Mistrzostwo Walii:
  - 3.miejsce (1): 1996
- Puchar Walii:
  - półfinalista (2): 1997, 1999
- FAW Trophy:
  - zdobywca (1): 1982
  - finalista (1): 2011

## Europejskie puchary
Legenda do wszystkich tabel:
- Q – runda eliminacyjna, 1/16, 1/8, 1/4, 1/2 – odpowiednia faza rozgrywek, Grupa – runda grupowa, 1r gr – pierwsza runda grupowa, 2r gr – druga runda grupowa, F – finał, R – runda, PO – play-off
- k. – rzuty karne, los. – losowanie, Dogr. – dogrywka, w. – zasada bramek strzelonych na wyjeździe

| Sezon | Rozgrywki        | Runda   | Klub            | Dom | Wyjazd | Ogólnie    |
| ----- | ---------------- | ------- | --------------- | --- | ------ | ---------- |
| 1996  | Puchar Intertoto | Grupa 4 | Royal Charleroi | 0–0 |        | 5. miejsce |
| 1996  | Puchar Intertoto | Grupa 4 | Zagłębie Lubin  |     | 0–3    | 5. miejsce |
| 1996  | Puchar Intertoto | Grupa 4 | SV Ried         | 1–2 |        | 5. miejsce |
| 1996  | Puchar Intertoto | Grupa 4 | Silkeborg IF    |     | 0–4    | 5. miejsce |

## Stadion
Y Morfa Stadium może pomieścić 2,500 widzów.